# Salvagnac
Salvagnac é uma comuna francesa na região administrativa da Occitânia, no departamento de Tarn. Estende-se por uma área de 33.41 km², e possui 1.203 habitantes, segundo o censo de 2018, com uma densidade de 36 hab/km².